# Тур Канады 2016
Ski Tour Canada 2016 — первая многодневная лыжная гонка под эгидой Международной федерации лыжного спорта, проводящаяся в Канаде. Стартовала 1 марта 2016 года в Гатино, завершилась 12 марта в Канморе.
Среди мужчин победителем стал норвежец Мартин Йонсруд Суннбю, а среди женщин лучшей стала представительница Норвегии Тереза Йохауг.

## Этапы

### Мужчины
| Этап | Дата          | Место проведения | Дисциплина                    | Победитель            | Второе место    | Третье место          |
| ---- | ------------- | ---------------- | ----------------------------- | --------------------- | --------------- | --------------------- |
| 1.   | 1 марта 2016  | Гатино           | 1,7 км Спринт СС              | Сергей Устюгов        | Ришар Жув       | Саймон Хэмилтон       |
| 2.   | 2 марта 2016  | Монреаль         | 17,5 км Масс-старт КС         | Эмиль Иверсен         | Петтер Нортуг   | Сергей Устюгов        |
| 3.   | 4 марта 2016  | Квебек           | 1,7 км Спринт СС              | Батист Гро            | Алекс Харви     | Сергей Устюгов        |
| 4.   | 5 марта 2016  | Квебек           | 15 км Гонка преследования СС  | Сергей Устюгов        | Петтер Нортуг   | Эмиль Иверсен         |
| 5.   | 8 марта 2016  | Канмор           | 1,5 км Спринт КС              | Федерико Пеллегрино   | Эйрик Браннсдал | Морис Манифика        |
| 6.   | 9 марта 2016  | Канмор           | 30 км Скиатлон                | Мартин Йонсруд Суннбю | Сергей Устюгов  | Матти Хейккинен       |
| 7.   | 11 марта 2016 | Канмор           | 15 км Индивидуальная гонка СС | Матти Хейккинен       | Евгений Белов   | Маркус Хельнер        |
| 8.   | 12 марта 2016 | Канмор           | 15 км Гонка преследования КС  | Морис Манифика        | Матти Хейккинен | Мартин Йонсруд Суннбю |

используемые сокращения: КС — классический стиль; СС — свободный стиль

### Женщины
| Этап | Дата          | Место проведения | Дисциплина                    | Победитель                | Второе место             | Третье место              |
| ---- | ------------- | ---------------- | ----------------------------- | ------------------------- | ------------------------ | ------------------------- |
| 1.   | 1 марта 2016  | Гатино           | 1,7 км Спринт СС              | Майкен Касперсен Фалла    | Стина Нильссон           | Джессика Диггинс          |
| 2.   | 2 марта 2016  | Монреаль         | 15 км Масс-старт КС           | Тереза Йохауг             | Хейди Венг               | Астрид Уренхольд Якобсен  |
| 3.   | 4 марта 2016  | Квебек           | 1,7 км Спринт СС              | Стина Нильссон            | Майкен Касперсен Фалла   | Хейди Венг                |
| 4.   | 5 марта 2016  | Квебек           | 10 км Гонка преследования СС  | Хейди Венг                | Тереза Йохауг            | Астрид Уренхольд Якобсен  |
| 5.   | 8 марта 2016  | Канмор           | 1,5 км Спринт КС              | Майкен Касперсен Фалла    | Астрид Уренхольд Якобсен | Ингвильд Флугстад Эстберг |
| 6.   | 9 марта 2016  | Канмор           | 15 км Скиатлон                | Хейди Венг                | Тереза Йохауг            | Астрид Уренхольд Якобсен  |
| 7.   | 11 марта 2016 | Канмор           | 10 км Индивидуальная гонка СС | Ингвильд Флугстад Эстберг | Хейди Венг               | Криста Пярмякоски         |
| 8.   | 12 марта 2016 | Канмор           | 10 км Гонка преследования КС  | Криста Пярмякоски         | Тереза Йохауг            | Джессика Диггинс          |

используемые сокращения: КС — классический стиль; СС — свободный стиль

## Результаты

### Мужчины
| Место | Лыжник                | Страна   | Время     |
| ----- | --------------------- | -------- | --------- |
| 1.    | Мартин Йонсруд Сундбю | Норвегия | 4:06:35.2 |
| 2.    | Сергей Устюгов        | Россия   | +57.7     |
| 3.    | Петтер Нортуг         | Норвегия | +1:52.5   |
| 4.    | Морис Манифика        | Франция  | +2:18.4   |
| 5.    | Алекс Харви           | Канада   | +2:53.9   |

| Место | Лыжник                | Страна   | Очки |
| ----- | --------------------- | -------- | ---- |
| 1.    | Сергей Устюгов        | Россия   | 222  |
| 2.    | Петтер Нортуг         | Норвегия | 185  |
| 3.    | Мартин Йонсруд Сундбю | Норвегия | 161  |

### Женщины
| Место | Лыжница                   | Страна    | Время     |
| ----- | ------------------------- | --------- | --------- |
| 1.    | Тереза Йохауг             | Норвегия  | 2:40:52.0 |
| 2.    | Хейди Венг                | Норвегия  | +1:07.8   |
| 3.    | Ингвильд Флугстад Эстберг | Норвегия  | +2:13.3   |
| 4.    | Криста Пярмякоски         | Финляндия | +2:56.2   |
| 5.    | Джессика Диггинс          | США       | +3:08.5   |

| Место | Лыжница                   | Страна   | Очки |
| ----- | ------------------------- | -------- | ---- |
| 1.    | Хейди Венг                | Норвегия | 210  |
| 2.    | Ингвильд Флугстад Эстберг | Норвегия | 195  |
| 3.    | Майкен Касперсен Фалла    | Норвегия | 187  |

## Результаты этапов
| # | Спортсмен           | Время (отставание) |
| - | ------------------- | ------------------ |
| 1 | Сергей Устюгов      | 3:09.36            |
| 2 | Ришар Жув           | +0.08              |
| 3 | Саймон Хэмилтон     | +0.09              |
| 4 | Финн-Хоген Крог     | +0.13              |
| 5 | Ола Виген Хаттестад | +0.71              |
| 6 | Петтер Нортуг       | +0.72              |

| # | Спортсмен             | Время (отставание) |
| - | --------------------- | ------------------ |
| 1 | Эмиль Иверсен         | 45:05.4            |
| 2 | Петтер Нортуг         | +5.3               |
| 3 | Сергей Устюгов        | +14.5              |
| 4 | Мартин Йонсруд Сундбю | +39.8              |
| 5 | Максим Вылегжанин     | +51.4              |

| # | Спортсмен      | Время (отставание) |
| - | -------------- | ------------------ |
| 1 | Батист Гро     | 3:36.26            |
| 2 | Алекс Харви    | +0.55              |
| 3 | Сергей Устюгов | +0.79              |
| 4 | Петтер Нортуг  | +1.91              |
| 5 | Мацей Старенга | +2.12              |
| 6 | Ришар Жув      | +2.18              |

| # | Спортсмен                 | Время (отставание) |
| - | ------------------------- | ------------------ |
| 1 | Майкен Касперсен Фалла    | 3:34.0             |
| 2 | Стина Нильссон            | +0.73              |
| 3 | Джессика Диггинс          | +0.87              |
| 4 | Хейди Венг                | +1.20              |
| 5 | Ингвильд Флугстад Эстберг | +1.30              |
| 6 | Ида Ингемарсдоттер        | +1.60              |

| # | Спортсмен                | Время (отставание) |
| - | ------------------------ | ------------------ |
| 1 | Тереза Йохауг            | 30:05.6            |
| 2 | Хейди Венг               | +1:00.3            |
| 3 | Астрид Уренхольд Якобсен | +1:09.8            |
| 4 | Майкен Касперсен Фалла   | +1:42.0            |
| 5 | Юстина Ковальчик         | +1:42.8            |

| # | Спортсмен                 | Время (отставание) |
| - | ------------------------- | ------------------ |
| 1 | Стина Нильссон            | 3:37.15            |
| 2 | Майкен Касперсен Фалла    | +0.11              |
| 3 | Хейди Венг                | +0.56              |
| 4 | Ингвильд Флугстад Эстберг | +1.09              |
| 5 | Астрид Уренхольд Якобсен  | +1.57              |
| 6 | Ида Ингемарсдоттер        | +9.43              |